# Code Geass 反叛的魯路修
《Code Geass 反叛的魯路修》（日語：コードギアス 反逆のルルーシュ）是日本日昇製作的Code Geass動畫系列第一作。故事描述被神聖不列顛帝國侵略而亡國的日本──被改名為11區，當中立志粉碎帝國的黑色王子魯路修，與堅持公理的白色騎士朱雀所掀起的巨大變化。

## 概要
動畫從2006年10月開始播出至2007年，接續的系列《Code Geass 反叛的魯路修 R2》從2008年4月開始播出，為當時日本最熱門的連載動畫之一，連續排名月刊Newtype最受歡迎的動畫人氣榜第一，男／女角色人氣榜曾蝉联30个月冠军，并于月刊Newtype2010年3月号上，鲁路修被评为2000-2009年代最人气男性角色冠军，同时也是月刊Newtype创刊25年总选举获得人气投票数最高的角色。
在製作第一季動畫時，所採用的畫面比例为16：9格式，但在播出時（包括地面數位電視、網路直播、CS頻道在內）剪去左右方的部分畫面，改成畫面比例4：3格式。在發行DVD時收錄的是原本的16：9格式。第二季採用與原本製作時的畫面比例，也就是16：9的寬螢幕格式播出。
2007年3月22日榮獲第6回東京動畫大獎電視部門優秀作品獎。以及11月4日，第12回動畫神戶獎電視部門作品獎 ，并獲選為2007年第十一屆和2008年第十二屆日本新媒體動漫藝術節動畫部門推薦的作品。2008年11月4日，《Code Geass 反叛的魯路修 R2》连续第二次榮獲第13回動畫神戶獎電視部門作品獎。2009年3月22日，第二次榮獲第8回東京動畫大獎電視部門優秀作品獎，同时，编剧大河内一楼榮獲最佳编剧奖，主角声优福山润榮獲最佳声優奖。2010年7月2日，《反叛的鲁路修》荣获第11届法国巴黎动漫展最优秀原创动画奖。2015年榮獲SUGOI JAPAN Award動畫部門第3名。
2007年12月，日本入口網站GOO给出的年度搜索排名中，本作是所有電視动画搜索排行榜第六位，2007年所有动画相关的词语排行榜第17位是声优樱井孝宏，漫画家的被搜索次數第四位是人设原案CLAMP。
2008年4月15日下午5时（东京时间），发生了因为负责本节目網路上放送的BANDAI公司下属的網路放送频道的防止恶意投稿的系统發生操作错误，将本应在4日后（4月20日）播出的第三话的长约5分51秒长度的样片（其中包括节目Part3的一部分，整个Part4、ED以及第四话次回预告）错误上传提前曝光的严重乌龙事件。
2010年4月22日，BANDAI公司官方宣布，截止2010年3月末，叛逆的魯魯修系列动画的DVD和BD累计销量超过170万套。
在動畫10周年活動上宣布全新動畫將於2017年播出。
2017年7月28日，公開三部總集劇場版的副標題及上映日期。分別是，興道（2017年10月21日）；叛道（2018年2月10日）；皇道（2018年5月26日）。同時公開朱雀與卡蓮的外傳－Code Geass反叛的魯路修外傳 白之騎士 紅之夜叉（コードギアス 反逆のルルーシュ外伝 白の騎士 紅の夜叉）

## 故事簡介
皇曆2010年8月10日，超級大國「不列顛尼亞帝國」為了奪取日本的地下資源而侵略日本，在不列顛尼亞帝國強大的兵器Knightmare進攻下，日本在不到一個月的時間內被征服。日本被剝奪了自由、權利甚至是國家的名字，不列顛尼亞帝國將「日本」改稱為「11區」，「日本人」這名詞則被11這個數字所取代。表面上看來不列顛尼亞帝國的統治似乎牢不可破，但其中早已出現了裂痕。
七年後的2017年，立志要粉碎不列顛尼亞帝國的被遺忘皇子魯路修，在生死邊緣獲得C.C.授予「Geass」的力量，以及獲得第七世代人型機甲蘭斯洛特，立志從帝國內部進行改革的白色騎士樞木朱雀，影響了整個世界。

## Geass
ギアス
通常譯作基亞斯，是本作中的一種特殊能力，能違背所有的世間常理現象，甚至能影響世界的歷史態勢，能力的起源來自於人的內心中「最渴望的願望」。
Geass能力種類繁多，強度依照能力者的使用方式而定，而C.C.給予魯路修的是「王之力」-「絶對遵守之力」，即為「使對方強制、絕對服從命令」的能力。魯路修使用Geass時左眼會出現紅鳥展翼飛出，被他注視眼睛的人就會服從他的命令，但這個能力也並非萬能，魯路修的Geass有以下這些特點：
1. 對同一個人只能使用一次，第二次之後再沒有效果，但被Geass消除器消除后可再次被施加Geass並產生效果。
2. 使用時必須直接正視對方的眼睛，無法透過間接視覺（如電視螢幕、監視器）產生效果。不過如果基於上述第一個條件失敗（即是第一次沒有正視對方而導致失敗），第二次正視同一個人，這樣的情況下依然會起作用。
3. 可以透過光的折射（如鏡子），一樣有效果，並且可以通過使用鏡子反射等方法，對Geass者本人使用，同樣有效果。
4. 佩戴特殊的隐形眼镜可屏蔽自身Geass能力。
5. 可以同時對多人下達命令，即是控制多個意志，但無法單獨給予不同的命令。
6. 對方從被控制到清醒，這段期間（包括前後的一定時間內）的記憶會消失。
7. 有效的施行範圍為大約270米。超過這個距離就無法在當下施以Geass效果。當然，已經被Geass控制住的人，離開這個距離依然有效果。
8. Geass效果持續時間沒有任何已知的限制，所以一些因絕對客觀條件而發動的Geass效果（如「生存下去」會在受到任何死亡威脅時發動），持續時間近乎永久。即便是施加者本人的生死，亦不會改變效果持續的本質。有人推測可藉由每日反覆做同樣動作、看同樣的影像來維持Geass的效果，但這點並沒有被完全證實。
9. Geass施展能力會因為反復使用而提昇威力，首先會令Geass無法關閉令能力持續生效，之後Geass會擴散至另一隻眼睛，此為Geass使用者最終型態，只有這個狀態可以繼承Geass之Code。
10. Code是為Geass持有者進入最終型態後，基於其跟原有Code持有者的深度互動，而從中得到的更高層次力量。這種互動包括原Code持有者將其Code力量強加於另一人身上，或由有強大執念的Geass持有者主動掠奪。持有Code將達至長生不老，並擁有將Geass向外傳的力量，亦有資格放下肉體，被接納為人類意念集合體的一員，在時空隔絕的幕後——「C的世界」策動改變現實世界的事情。被取走力量的原Code持有者，會即時失去長生不老之力，被時空流動影響而急速衰老。Code亦有強弱上下位之分，上位Code能以意念體交流的方式，將下位Code和Geass持有者之力量和意識完全吸收；相對Code持有者亦並非對Geass完全免疫，嚴格上只有跟老和死相關的效果可作完全回避（魯路修就曾以Geass導引人類意念集合體吸收查爾斯·Di·不列顛與瑪莉安娜）。
11. 在人处于濒死状态时Geass对其影响力会有所减弱，相對地亦只能令對方作出其人類能力範圍內可以做到的事(但可以一定的程度上对抗Geass)，例如柯內莉亞無法回答魯魯修其不知情的提問、瀕死的夏莉亦無法執行「不准死去」之命令，但朱雀利用鲁鲁修的Geass成功做到了第一圆桌骑士的Geass没能看到的结果。据小说版解释尤菲米亞就是借此克服Geass的。

Geass有暴走的可能性，為提昇威力的副作用。使用超過一定次數時會出現無法關閉的現象，亦存在不經使用者意識而自行發動的危險性。暴走情況嚴重擴大的話，甚至可以顛覆上述幾點的限制。暴走現象可以解決，目前研判是封印擁有Geass之力的那段記憶，即可解除暴走現象，並且透過解除封印來重新獲得Geass之力。至於用什麼樣的方法、後遺症目前未知。并且，似乎封印解除之后，Geass會回到封印前的狀態。
上述的能力效果是魯路修的Geass所有，不同的能力者所擁有的Geass能力都會不同。獲得什麼樣的Geass能力，由Geass者本人的心理來決定，比如魯路修和萊希望獲得的，就是讓人絕對服從的王者之力（與皇族出身的原因有關）。
Geass能力者的資質取決於每個人所擁有的R因子。古代Geass能力者多為出身王族，Geass間接使他們擁有統治者的地位和被奉為信仰，繼而誕生出Geass教團，分支偏佈世界各地。故此，Geass就被稱為「王之力」。當中，不列顛王族是現今最古老的Geass能力資質者。
Geass能力者身邊不乏守護者的存在。他們多為不具備R因子的分家、近親，但身體能力異常强大，如:朱雀。也有少數基因變異者為守護者，如:瑪莉安娜。

### 动画
- 第一位證實擁有Geass的是魯路修·蘭佩洛基，能夠令對方絕對服從自己的命令「絶對遵守之力」，契約者為C.C.；
- 第二位證實擁有Geass的是毛，能夠閱讀對方的表層、深層思想「讀取人心之結界」，範圍為500米，但使用過多促使暴走，並已擴散至雙眼，導致不停聽取周遭的心聲感到痛苦，契約者為C.C.；
- 第三位證實擁有Geass的是查理斯·D·不列顛尼亞，能夠篡改、消除對方的任何記憶，契約者為V.V.；
- 第四位證實擁有Geass的是羅洛·蘭佩洛基，能夠癱瘓範圍內人們對時間的感官「絕對靜止之結界」，有效时间为5秒。他的Geass是Geass嚮團研究Geass力量而進行各種人體實驗所產生出來的實驗品，因為只是實驗品，所以羅洛在使用Geass的同時，其心臟會暫時停止，隨時可能心臟麻痺死亡[8]，发动能力时右眼出现Geass的标志。契約者推測為V.V.；
- 第五位證實擁有Geass的是Geass嚮團中的男孩，能力是操纵他人的身体，但被操纵者有自己的意识，发动能力时右眼出现Geass的标志。契约者推测为V.V.；
- 第六位證實擁有Geass的是C.C.，能力是被他人所愛，契約者為收養她的修女；
- 第七位證實擁有Geass的是魯路修的母親——瑪利安娜。能力是進入他人的心灵空間（将自己的灵魂，意识等转入到他人身上），只能在臨死前使用的Geass，同時也能回歸死亡的軀體復活，契約者為C.C.；
- 第八位證實擁有Geass的是俾斯麥·瓦爾德施泰因（Knight of One），其能力為看透對手未來幾秒前的動作「預知未來之力」，在俾斯麥眼裡看來是對方的殘像先行移動道指定位置，契約者推測為V.V.；
- 第九位證實擁有Geass的是《亡國的阿基德》中的真·日向·夏英格，其能力為操纵他人。契約者不明，推斷為所屬日本宗教團體窩藏的Code；
- 第十位证实拥有Geass的是《亡國的阿基德》中的莱拉，能力為時空穿梭及心靈共享。契约者为C.C.。
- 第十一位证实拥有Geass的是《復活的魯路修》中的庫贊匹，其能力為竄改對方的精神認知，可造成他人敵我不分，契約者不明，推斷為魯路修清洗教團時流亡至齊爾茨斯庫蒙王國的殘黨。
- 第十二位证实拥有Geass的是《復活的魯路修》中的夏姆娜，原為預知，變異後能力為死亡後回朔自身時間（回到過去），最大時間為9小時前，契約者不明，推斷為魯路修清洗嚮團時流亡至齊爾茨斯庫蒙王國的殘黨。
- 第十三位證實擁有Geass的是（《奪回的Rozé》）中的皇朔夜。能力為絕對服從，與舅父魯路修不同，並非透過眼睛作媒介，而是透過位於頸部的Code 紋章作媒介，以聲音操縱對方。其效力較魯路修的Geass弱，相對上可重覆對同一人使用。契約者為魯路修。

### 游戏
- 第一位證實擁有Geass的是Lost Colors的主角萊，能夠令對方絕對服從自己的命令，作用與魯路修相同，但是以聽覺發出指令，能力者可以主觀控制命令對象（即并非聽到指令的全員受Geass影響），契約者推測為V.V.；
- 第二位證實擁有Geass的是NDS版中的基斯塔尔，Geass能力是心灵感应，经常用来与帕利库斯联系。
- 第三位證實擁有Geass的是NDS版中的帕利库斯，Geass能力是和鲁鲁修类似的绝对服从之力。
- 第四位證實擁有Geass的是NDS版中的尤菲米亞，能力是使周围一定范围内的人陷入昏睡状态。契约者为V.V.。

### 小说&漫画
- 第一位證實擁有Geass的是《Code Geass 双貌的奥兹》主人公欧路菲·泽冯，其能力是伪装成他人：让自己在其他人的感官中呈现出自己需要的形象。不只是外表，就连声音、动作，都能完美呈现。有效时间约为5分钟，由于这段时间会毫无征兆地结束，因此无法精确掌握时机。两次发动间必须至少间隔约1小时。契約者為V.V.；
- 第二位证实拥有Geass的是《Code Geass 双貌的奥兹》中的克拉拉，能力是用肉眼捕捉到对方并说出对方的名字，就能够强制对方执行任何行为[9]，发动能力时右眼出现Geass的标志。契约者推测为V.V.；
- 第三位证实拥有Geass的是《Code Geass 双貌的奥兹》中的托托·汤普森，能力为删除记忆。契约者推测为V.V.。
- 第四位证实拥有Geass的是《Code Geass 双貌的奥兹》中的玛丽蓓尔·mel·不列颠，能力为“绝对服从”。契约者为V.V.。

## 世界觀
本作品中的世界，與現實世界的歷史有很大的差異。
| 時間                     | 地圖                                                                                           |
| ------------------------ | ---------------------------------------------------------------------------------------------- |
| 日本被占领前的世界：     | 蓝色部分为神圣不列颠帝国； 红色部分为中华联邦； 黄色部分为EU（欧罗巴联合共和国）               |
| 日本被占领期间的世界：   | 蓝色部分为神圣不列颠帝国； 红色部分为中华联邦； 黄色部分为EU（欧罗巴联合共和国）               |
| 日本重新独立前夕的世界： | 蓝色部分为神圣不列颠帝国； 蓝绿色部分为中华合众国及超合众国； 黄色部分为EU（欧罗巴联合共和国） |

### 成为不列颠尼亚帝国第11区之前的日本及相关
官方小說中前传性质的《STAGE-0-ENTRANCE》，講述了7年前魯路修、娜娜莉、朱雀三人之間的故事。小說中透露出以下世界观：
帝國是由逃到新大陸的王權派在18世紀初建立的專制國家，原因是18世紀歐洲的民主革命浪潮。帝國現任皇帝查爾斯是第98代。
朱雀在10歲時的跑步速度已經異于常人，甚至跑得比大人還快。
初來日本為人質的魯路修將所有日本人都視作敵人，除了朱雀之外。
中南半岛被不列颠尼亚帝国占领之後，改为第10区。受到此一事件影响，原本是中立国的日本，改与中華联邦以及EU政策同调，对不列颠尼亚帝国进行经济制裁。属於同盟国的中華联邦与EU还联合其他国家封锁不列颠尼亚的船舶，迫使不列颠尼亚进行外交谈判。鲁路修与娜娜莉也是在这个时期以留学的名义被送到日本当人质。
朱雀与父亲玄武的关系十分冷淡，朱雀的剑道师父是藤堂镜志朗。玄武与藤堂在室内进行密谈，玄武透露了不列颠尼亚即将进攻日本的情报，而且给予不列颠尼亚进攻藉口的人正是自己，原因是為了打倒長年在政府幕後以桐原为首的旧势力。京都六家是非常重要的勢力，幾十年以來一直在幕后控制樞木政府。被六家選中作為首相的玄武，并不是甘心如此的人。他想建立自己的勢力，而且他很早就知道藤堂是桐原派来监视自己的眼線。作為合作的條件，不列顛尼亞其中一派要求玄武杀死鲁路修与娜娜莉作为交换，玄武决定杀死娜娜莉，鲁路修则留下作为牵制的道具。而這一切，被躲在門外的朱雀無意中聽到。朱雀為了救走娜娜莉，殺了自己的父親玄武。與玄武合作的不列顛尼亞其中一派，是與殺害瑪莉安娜王妃事件有關的勢力，推測是由V.V.暗中把持。
另外60年前（Code Geass世界中的1949年左右），日本曾經和中華聯邦有過一場大戰，而日本在該戰爭中落敗。

### 神聖不列顛尼亞帝國（）
作品中虛構的超級大國，以現實的大英帝國為本，地理位置位於美洲，首都潘德拉刚（ペンドラゴン）（Pendragon），官方語言是英文，国歌“All Hail Britannia!!!”。
原本是位於現今歐洲的大不列顛島地區，在特拉法加海戰中敗給了歐洲的民權主義革命勢力，女王伊麗莎白三世在愛丁堡被革命勢力所包圍。在此之後，正在美洲進行侵略印第安人與殖民的貴族不列顛尼亞公爵，宣布將不列顛尼亞帝國遷都到美洲。

#### 政治体制
表面上看是由皇帝一族血親所獨裁的專制國家（註：現今英國實施君主立憲制）；而政治方面有別於現今英國實行的議會內閣制（由執政黨黨魁兼任首相），而不列顛尼亞帝國帝国宰相此一職位由第二皇子修奈傑爾兼任。其地理位置與軍事力量與現實世界的美國有很多相似之處。
但从R2 TURN 4中看出神圣不列颠帝国仍继承了英国的部分政治制度，如上议院（House of Lords）和参议院（Senate），威廉·H·赫尔姆斯利（田纳西州参议院议员）因反对上议院将第八区降级而遭到罗洛暗杀，说明议会有制约皇族的能力。所以说神圣不列颠帝国的政治制度更接近二元制君主立宪制（或普鲁士宪政制）。
从《Code Geass 亡国的阿基德》中欧洲不列颠的存在说明神圣不列颠帝国似乎还存在着分封制。
不列颠帝国中央政府由皇族内阁及政府文官团队组成，驻地为首都潘多拉贡；殖民区、自治领及占领区则由以皇族或贵族为总督领导下的地方文官政府管辖。帝国行政机关分为政府机关与皇帝直属机关，如R2中出现的机密情报局（His Majesty's Secret Intelligence Service，现实中对应英国政府同名机构）便为直属皇帝机关。帝国政府并不掌握军权，仅拥有控制警察与政府驻地卫队的权力，实际军权由以皇族或贵族个人领导的骑士团或正规军控制，特殊情况时皇族的军事组织军官可以接管地方事务。

#### 帝国阶级
不列颠皇族
不列颠贵族
大公（Grand Duke）
公爵（Duke）
侯爵（Marquess）
边境伯（Margrave）
伯爵（Earl）
子爵（Viscount）
男爵（Baron）
骑士（Knight）
平民
名誉不列颠人
由編號者中社會地位比較高或為不列顛殖民政府服務（例如服兵役）的原住民們所賦予的稱號，他們通常都被原住民視為“叛徒”。
编号者
不列顛殖民區的原住民，原有的國籍被剝奪並被以「編號」來稱呼之，遭受到極不平等的對待。

#### 帝国历史年表
- 注：以下年表参考第一季DVD中相关附赠的设定资料与总集篇DVD整理而成，所有历史均为架空虚构，纪年使用不列颠尼亚帝国皇历表示。

| 年代                | 事件 |
| ------------------- | --- |
| 皇历之前            | 罗马帝国皇帝凯撒对不列顛尼亞展开侵略，与当时的住民凯尔特各部落发生战斗。 |
| 皇历元年            | 在首领阿尔温的带领下取得对罗马帝国战争的胜利并且独立，其首领被称为阿尔温一世 當時罗马帝国的皇帝是奥古斯都。 |
| 皇历14－15世纪      | 大航海时代因为当时风行欧洲的炼金术对于被称为贤者之石的櫻石作为能源的可行性研究而展开 在马可·波罗的著作《马可·波罗游记》中提到，东方的岛国日本有大量的櫻石储量。 |
| 皇历1603年          | 伊丽莎白一世去世，其子亨利九世继位，其父被认为可能是 第一代莱斯特伯爵罗伯特·达德利、伊塞克斯伯爵罗伯特·德沃罗、 以及当时的不列顛尼亞公爵卡尔三人中的一人。 |
| 皇历1770年          | 北美地区爆发了华盛顿领导的叛乱，当时的不列颠尼亚公爵在巴黎收买策反了大陸架前往欧洲向法国国王路易十六请求支援的本杰明·富兰克林，使得皇家海軍在百慕大一举击溃前往纽约支援的法国海军。 大陆军在约克镇败北，华盛顿被黑森散兵射杀，英属北美十三州由此開始西进运动，富兰克林也因此晋封伯爵爵位，而後主導了伦敦对北美的种植园业与农业政策，成为上议院议员。 |
| 皇歷1789年          | 法国大革命爆發，欧洲大陆密布在革命的阴云之下，后法王路易十六被推上断头台，法国召开制宪会议，法兰西第一共和国成立。 |
| 皇历18世纪末~19世纪 | 迫于恐怖组织和雅各宾派，热月党人最终上台，1804年拿破仑登上历史舞台，加冕为法兰西第一帝国皇帝，间接控制了莱茵河以西地区（莱茵联邦）和撒丁王国。反法同盟组建，共和战争开始。 |
| 皇历1805年          | 法蘭西第一帝國攻下柯尼斯堡与罗马后，法国继承了勃兰登堡与那不勒斯的王位加之先前半岛战争赢得了伊比利亚两国的王位，间接控制了美洲大部分殖民地；法国-西班牙联合舰队在特拉法加海战中获胜，进而攻向伦敦与维也纳。 |
| 皇历1807年          | 随着英格兰的沦陷与布达佩斯的投诚，当时的女王伊丽莎白三世被迫退至爱丁堡地区，被革命市民与军人逮捕，被迫发表废除君主制的宣言，后世人称「爱丁堡之辱」。 在当时的不列顛尼亞公爵里卡多·冯·不列顛尼亞以及其朋友和部下，当时的第一圆桌骑士里查德·海克特的帮助下，通過皇家海軍（HMS），王室逃往被称为新大陆的北美地区，君主制在新大陆得以继续存在。 |
| 皇历1813年          | 都铎王朝王室血脉断绝，不列颠尼亚公爵里卡多·冯·不列顛尼亞继位， 人称不列顛尼亞一世，国家制度由王制改为帝制，国号也改为不列顛尼亞帝国， 以先祖阿尔温一世即位之年作为帝国皇历元年。 |
| 皇历1841年          | 帝国制度受中华联邦影响（东渡美洲运动），开始二元君主制改革，由上议院和参议院组成的州制度开始制约皇权。 |
| 皇历1853年          | 时任神圣不列颠尼亚帝国宰相林肯发表解放黑奴宣言，帝国借由进攻德克萨斯公国，其所在政党支持率逐步上升。 |
| 皇历1902~1910年     | 第一次美洲战争爆发，不列颠尼亚帝国向南扩展，与欧罗巴共和国革命军在古巴、海地与危地马拉正面作战，最后迫于巴黎方面与巴塞罗那的不合，歐羅巴共和國退出在中美洲和大哥伦比亚地区的殖民竞争，次年欧属中美洲联邦及圣哥伦比亚大公国宣告解散。第一次美洲戰爭爆發六年后，欧属巴西联邦发生由不列颠尼亚策划的君主制革命，第二次美洲战争爆发，同年不列颠尼亚门罗伯爵发表著名的门罗演说，提出以美洲统一主义以及孤立主义为導向的门罗主义，帝国军队进驻秘鲁与智利，同时进攻圭亚那与委内瑞拉，巴黎派遣地中海舰队与不列颠尼亚大西洋皇家海军在加勒比海展开了加勒比战役，最终以共和舰队的失败而告终，第二次美洲战争共和国战败，巴黎方面宣布解放所有南美殖民区（实际上已被不列颠尼亚帝國接管）。 |
| 皇历20世紀          | 北美為不列顛尼亞，故黑船事件未發生，日本的明治維新較晚，故較晚發展成帝國主義國家 歐洲強權與不列顛尼亞對立，中國皇權未受歐洲強權挑戰，在甲午戰爭中戰勝日本。 |
| 皇历2010年          | 不列顛尼亞帝国對日本發動第二次太平洋战爭，因為新型人形戰爭機甲Kngihtmare的投入，日本随后在一个月内投降，改为不列顛尼亞帝国第11区。 |
| 皇历2017年          | 爆发由Zero所率领的黑色骑士团主导的“黑色叛乱”事件，最后帝国军平息事件。 |
| 皇历2018年          | Zero率领黑色骑士团再次出现，并宣布再次成立日本合众国 不列顛尼亞帝國第98代皇帝查爾斯·Di·不列顛尼亞駕崩(實為由魯路修所殺)，並由其子魯路修·Vi·不列顛尼亞繼位。 |
| 皇历2019年          | 零之鎮魂曲，不列顛尼亞帝國第99代皇帝魯路修·Vi·不列顛尼亞駕崩 其妹娜娜莉·Vi·不列顛尼亞成為由原不列顛尼亞帝國改制的不列顛尼亞合眾國領導人。 |

#### 帝国版图
在《Code Geass 反叛的鲁路修》开始时以強大的軍事力征服了世界近3分之1的版圖。主要领土有：现实世界中的整个美洲（註：現今美洲大陸只有加拿大及伯利兹為大英國協的一員），亚洲的日本，以及大洋洲的新西兰（現今亦為大英國協的一員）和歐洲的冰島。STAGE 5后由柯内莉亚率部占领中东的北非地区，之后神圣不列颠帝国在北非、欧洲等地与EU展开激战，最後與EU達成停戰協議。從EU手中奪取了非洲的北非、西非、南非，歐洲的西、葡、低地三小國、俄羅斯（从EU和中华联邦处夺取了整个西伯利亚地区）等共2分之一的領土。
超合眾國與不列顛尼亞帝國在東京租界對峙，在魯路修弒父篡位成為不列顛尼亞新皇帝後，不列顛尼亞帝國跟修奈傑爾為首的舊皇帝派與超合眾國展開最終決戰，结果是鲁路修取胜。在Freyja的核威慑下，E.U.最终加入不列颠帝国。

#### 帝國佔領區
从小说版STAGE 2中可知，占领区按经济实力及治安状况划分为卫星区(衛星エリア)、过渡区(途上エリア)、矫正区(矯正エリア)。在双貌的奥兹中，矫正区又被称为矫正教育区(矯正教育エリア)
10區（Area 10）
不列顛尼亞帝國在中南半島的區域，動畫中則屬於中華聯邦的勢力範圍。
动画R2后期修奈杰尔几次提到过柬埔寨的研究机关。
《亡国的阿基德》小说版第2回提到柬埔寨属于第10区。
《双貌的奥兹》小说版第12回的设定中，泰国是不列颠帝国与中华联邦共同统治的地区。
11區（Area 11）
現在被不列顛尼亞帝國侵略而亡國，成為由不列顛尼亞帝國直接操控的第11區（Area 11），位於東北亞的島國——日本。
本作品的日本，在不列顛尼亞帝國侵略第10區（Area 10）前是中立國。另外軍隊殘存的反抗勢力所穿的制服不同於自衛隊的樣式，而是接近於大日本帝國陸軍的樣式。
雖然舊政府被不列顛尼亞帝國所征服，但各地的反抗勢力正積極的活躍著，一些反抗勢力在日本各地有著要塞規模的據點，另一些則擁有重兵器甚至是Knightmare機架，反抗軍包括了舊政府軍隊殘存份子與新成立的反抗勢力。因此不列顛尼亞帝國並沒有完全掌控日本全土，所以被划分为发展区，黑色叛乱后被降级为矫正区。
18區（Area 18）
以當地人的長相，服裝與沙漠地形看來，似乎是位於中東的阿拉伯國家，在STAGE 5中與柯內莉亞的侵略部隊展開戰鬥，當地軍隊駕駛著體積龐大的Knightmare仿製品，由於行動遲緩，機動性不足，被柯內莉亞的部隊所消滅並被改成了不列顛尼亞帝國的第18區。
《亡国的阿基德》小说版第2回提到第18区是北非。STAGE 9中柯内莉亚提到的不列颠帝国与EU交战的前线——阿拉曼战线也位于北非。
24区（Area 24）
《双貌的奥兹 O2》的故事发生地，地点是不列颠帝国占领下的西班牙，由第88順位繼承人(第4皇女)玛丽蓓尔担任总督。

#### 帝國對日本的佔領政策

##### 政治與文化
- 不列顛尼亞帝國雖然表面上種族平等，內部其實存在著極深的種族歧視，日本人飽受不平等待遇，即使是名譽不列顛尼亞人，在軍隊中只能擔任下級士兵，被不列顛尼亞帝國當成砲灰利用。
- 不列顛尼亞帝國在文化上也進行侵略與分化政策，抹消日本的漢字等文字，改以英文取而代之，劇中以片假名稱呼這些被英文取代的文字。
- 含有日本人血統的藝術家只能參賽，實際上卻沒有得獎機會。

##### 資源、經濟與兩極化社會
- 不列顛尼亞帝國侵略日本的主要目的就是為了日本的櫻石（Sakuradite）資源，因此把力量集中在富士礦山的挖掘上，日復一日從日本搶走大量的資源。
- 不列顛尼亞帝國在日本建立了可稱為不列顛尼亞人殖民地的租界，駐守著大批不列顛尼亞軍隊，租界內部有著豪華住宅區，不列顛尼亞帝國從世界各地掠奪的資源與金錢除了用作侵略經費外，似乎都集中在建設租界的豪華行政機關與住宅區。
- 日本人集住區則有如難民營一般，充斥著老殘病窮的破敗景象，與租界形成強烈對比。居民們生活在被不列顛尼亞帝國殺害的恐懼中。貫穿日本的地下鐵路線也處於荒廢狀態。

### 歐羅巴聯合共和國（，E.U.）
E.U.在《反叛的鲁路修》称为“Euro Universe”。在《亡国的阿基德》中称为「歐羅巴聯合共和國」，英文全名「Europia United」。
由歐洲各主要的國家發起，成立的類似歐洲聯盟之類的多國家鬆散政治組織，首都巴黎，官方语言似乎是法语。在不列顛尼亞皇帝的演說中譏為追求「權利平等」而落入「眾愚政治」的民主主義之國。領土包含有歐洲、土耳其、西伯利亞以及整個非洲大陸。在非洲、西伯利亞一帶與不列顛帝國展開激戰，與不列顛帝國長期處于交戰狀態、是與不列顛帝國敵對的兩大國之一。現實世界中的歐洲各國，作為聯邦中的一個自治州(行政、軍事似乎由各州所有)，與中華連邦同為聯邦制國家。
《反叛的鲁路修》中E.U.首腦們集會的場所為「E.U.中央會議場」。在《亡国的阿基德》中出现“四十人委员会”。“四十人委员会”同时拥有立法和行政职能。现设有总统3名及200人以上的委员。总统官邸为爱丽舍宫。
E.U.非洲戰線部分有優秀的將領，使交戰中的不列顛帝國軍陷入苦戰中，但最後仍不敵不列顛帝國的強硬軍事侵略而慘敗，喪失許多的領土，失去與不列顛帝國對抗的力量。之後，又因部分的自治州參加超合眾國而完全弱化。在魯路修掌握世界後，批准超合眾國憲章。
《Code Geass 亡國的阿基德》則透露 E.U.收留很多來自日本的難民，但這些日本難民並沒有因此得到自由，與不列顛帝國一樣， E.U.本身也蔑稱這些日本難民為11區人，同時也將這些日本難民隔離起來。

#### E.U.历史年表
- 注：以下年表根据Code Geass 亡國的阿基德加上本篇動畫所述整理而成，所有历史均为架空虚构，纪年使用革命历表示。

| 年代                          | 事件 |
| ----------------------------- | --- |
| 革命历元年(1789年)            | 欧洲爆發革命浪潮，在經過兩次反法同盟戰爭后，所有歐洲大陸國家的君主制被推翻，自此以后300年间，一直维持共和国体制。 |
| 革命历18世纪末－19世纪初      | 拿破仑·波拿巴登上历史舞台，法国在特拉法加海战中获胜，并攻向伦敦，時任英格蘭女王伊麗莎白三世被迫退至愛丁堡城，而後被革命市民与軍人（蘇格蘭共和軍）逮捕，被迫發表廢除君主制的宣言，后世人稱“愛丁堡之辱”。拿破仑因此成为革命战争英雄，但其后却因为独裁被送上断头台，没有成为大欧罗巴皇帝。                                                                                         |
| 革命历228年(不列颠皇历2017年) | 彼得堡被不列颠帝国占领，E.U.为夺回该地区在白俄羅斯及波羅的海沿岸與歐洲不列顛發生激烈交战，wZERO部队為掩護E.U.國民部隊撤離而登上歷史舞台。 |
| 革命历229年(不列颠皇历2018年) | E.U.和不列顛帝國的戰況進入膠著狀態，但因圓桌騎士的介入令不列顛帝國獲得優勢。第二皇子修奈傑爾和E.U.政府議和停戰，結果E.U.失去法國、伊比利半島、俄羅斯及非洲等超過三分之二的領土。接著部份E.U.成員國簽署《超合眾國憲章》加入超合眾國，其餘國家則選擇保持中立。 當皇帝魯路修在富士山之戰中勝出後，E.U.政府允許魯路修簽署《超合眾國憲章》，承認神聖不列顛帝國成為超合眾國的成員國。 |

#### E.U.版图
主要领土：整个欧洲（不包括冰岛）与非洲还有西伯利亚。后西伯利亚南部，外兴安岭与库页岛被中华联邦夺取。在与不列颠帝国停战后，领土只有欧洲的不列颠群岛、北欧（丹麦、挪威、瑞典、芬兰和俄罗斯的摩尔曼斯克州，不含冰岛）、德国、乌克兰，部分非洲（相当于现实中的刚果民主共和国、刚果共和国、安哥拉、加蓬、赤道几内亚）。
法兰西州
E.U.的自治州之一。在R2的TURN3中，德意志州部队与意大利州部队在波尔多共同迎战不列颠军，后因不敌驾驶兰斯洛特‧征服者单骑突入阵地的枢木朱雀而战败。法兰西州的巴黎是E.U.首都，四十人委员会和E.U.军统合本部也设在巴黎。
意大利州
E.U.的自治州之一。
波兰州
E.U.的自治州之一。

### 中華聯邦（）
虽称联邦，实际以天子為元首，臣民身份平等，實行君主制及共產主義的政治理念的國家。主要的文字是以繁體中文書寫，而非中國大陸現行使用的簡體中文。第一季中曾利用日本舊臣的關係趁機會佔領日本的九州地區。第二季中年僅6歲的蔣麗華成為天子後，成了「大宦官集團」的傀儡，由宦官掌權、處理政務，由於宦官專政而導致國家開始衰弱。
似乎是歷史與政治體制都是與現實中的中國有所不同的國家。以追求「財富平等」為目標，在不列顛皇帝的演說中譏為「懶惰者之國」，有影射共產主义制度之意。與EU同為不列顛帝國對立的兩大勢力之一，為聯邦制國家，現實中的亞洲各國是聯邦中的省。領土包含有以中國大陸為中心，支配著朝鮮半島、中南半島及南洋群島、印度、中亞，現實中由中華民國實際統治的台灣也在其領土之中，其國都位於洛陽，天子居所稱為「朱禁城」，是世界人口最多的聯邦國家。在中亞沙漠一帶，隱藏著由Geass嚮團所修建的據點。
第二季時，中華聯邦接受了黑色騎士團和逃離11區的群眾來到蓬莱島避難，後來在Zero的策略下，推翻專政的宦官集團而成立「中華合眾國」，並進一步成為超合眾國的總部所在。
第一季中曾出現過中華聯邦首腦們的集會場所「咬龍之房」，也有類似現今中國全國人民代表大會的議會場所。

#### 中华联邦版图
主要领土有：东亚大部（不含日本），东南亚（泰国是与不列颠帝国共管，柬埔寨由不列颠帝国统治，菲律宾曾被不列颠帝国控制），南亚，中亚，除高加索地区、土耳其、叙利亚外的大部分西亚。曾从E.U.处夺取西伯利亚南部，外兴安岭与库页岛，之后西伯利亚南部被不列颠帝国夺走。
辽东军管区
曹将军的势力范围。
印度军区
中华联邦的成员国之一。
蒙古州
中华联邦的成员国之一。
波斯军管区
在R2小说版中提到。曾是中华联邦成员国。

### 超合眾國

超合眾國的旗幟

超合眾國（英文:United Federation of Nations，縮寫:UFN）是一個新的國家聯盟，旨在克服神聖不列顛尼亞帝國征服世界大部分地區之後不斷擴大的統治地位。國旗為黃底白鴿，其中三個圓在翅膀和身體相交的點融合在一起。他們合併各國的稱呼，從字面上將世界分割成帝國和聯邦。

#### 歷史
在UFN建立前，該組織的起源可以追溯到黑色叛亂。在E.U.和神聖不列顛尼亞帝國之間的戰爭期間，Zero宣布從神聖不列顛尼亞帝國獨立，並成立了日本合眾國。
第一次黑色叛亂失敗後，神聖不列顛尼亞帝國集中精力控制E.U.，派皇子修奈傑爾與被稱為第七騎士的樞木朱雀領導戰役，協助歐洲不列顛尼亞做為征服歐洲的立足點。在歐戰的同時，魯路修在巴別塔戰役中恢復記憶後，第二次黑色叛亂開始，以Zero之名號，並在黑色騎士團營救行動中奪回了更多的力量後重建了日本合眾國。
總督娜娜莉建立日本特別行政區後，Zero讓黑色騎士團加入了特別行政區，以便逃到中華聯邦，與他們結盟。在黎星刻領導的中華聯邦政變期間，黑色騎士團成功地將腐敗的中華聯邦體系分解為較小的獨立國家。
然後，他們將從那裡出發，擊敗聯盟內部的任何派系和分離主義運動，並與脫離中華聯邦和E.U.的獨立國家結盟，以便成功地與神聖不列顛尼亞帝國作戰。黑色騎士團和日本合眾國的領袖 — Zero提議所有國家聯合起來；它最初被稱為合眾國同盟，日本合眾國先行加入，隨後是中華聯邦在大太監去世後為了與不列顛尼亞的力量相匹敵而加入。
此時，印度已經同意該計劃，並已派出部隊援助黑色騎士團，而蒙古和緬甸也加入了他們的行列；而義大利、波蘭和E.U.各國在E.U.瓦解後與該地區其餘流亡政府也加入了。在由47個獨立國家批准後，超合眾國由以前的中華聯邦各省新組建的中華合眾國、E.U.和日本合眾國組成。
《合眾國憲章》建立後，各成員國放棄了現在獨立的軍事力量，並獻出武裝部隊加入黑色騎士團作為其主要軍事力量，以換取對所有成員國的軍事保護、和資金的支持。第一個決議是採取行動反對神聖不列顛尼亞帝國對日本的佔領，這導致了U.F.N.與神聖不列顛尼亞帝國正式開戰。在第二次侵害東京定居點之後，不列顛尼亞皇儲修奈傑爾和其餘的黑色騎士團呼籲停火，並允許日本脫離神聖不列顛尼亞帝國加入UFN。而檯面下，黑色騎士團的領袖與施奈澤爾和柯內莉亞討價還價，出賣Zero，以換取日本的獨立性。
一個月後，魯路修控制了神聖不列顛尼亞帝國，並帶領其加入超合眾國，並在日本中立地區舉行了典禮。神樂耶和其他人很輕易地看到這樣一個事實，即不列顛尼亞人口眾多，將使其在超合眾國獲得多數票，從而有效地使魯路修控制了該組織，於是試圖逼迫魯路修允許不列顛尼亞境內的領土脫離或限制他的投票權。魯路修斥責這筆交易，並公開將超合眾國所有領導人做為人質，希望強行解決這個問題。
UFN和不列顛尼亞陷入了另一場全球衝突。修奈澤爾發射F.L.E.I.J.A摧毀了不列顛尼亞首府潘德拉岡後，UFN已與混亂的不列顛軍交戰。魯路修和施奈澤爾爭奪富士山戰役的控制權。魯路修在戰鬥中取得了勝利，並控制了達摩克利斯。
在奪取了UFN和黑色騎士團的控制權之後，魯路修統一了E.U.剩下的歐洲國家，以及在不列顛尼亞加入UFN之前其餘的獨立非洲國家。他死後，整個世界團結在一起，形成了UFN和黑色騎士團的新化身。神樂耶再次奪回了UFN的領導地位，而新的Zero — 朱雀則成為新的黑色騎士團的領導。
在科瓦時期的第一年，在零之鎮魂曲和魯路修.V.不列顛尼亞去世之後，超合眾國經歷了大規模的改組；不列顛軍隊被納入了黑色騎士團，開創了和平與穩定的新時代。全球有80％的國家加入了UFN，並將總部設於霍瓦伊（Hawwaii）威基基（Waikiki）。

#### 地理
共有47個國家加入了UFN。加入的國家包括日本合眾國，由前中華聯邦，東非和中非，中東聯邦，斯堪地納維亞地區，意大利，東歐和中歐的部分地區，以及大部分的亞洲大陸所控制的領土上的國家。幾個E.U.成員國和澳大利亞出於未知原因決定保持中立。

#### 政府
它的許多法律都以《合眾國憲章》為中心，對《合眾國憲章》的義務取代了各個獨立國家的法律。超合眾國各項事務的決定由每個國家的領導人投票以三分之二多數票決定，每個國家的人口決定其投票比率。
超合眾國最高理事會主席
- 皇神樂耶
- 魯路修.V.不列顛尼亞 (前任)

#### 軍隊
根據《合眾國憲章》第17章，批准《合眾國憲章》的國家必須永遠放棄其擁有自己獨立軍事力量的權利。取而代之的是建立一支超國家的軍事力量，並將其置於黑色騎士團的控制之下，條件是所有軍事行動實施之前必須得到合眾國國會的批准。在魯路修奪取了黑色騎士團的控制權後，他的不列顛尼亞軍隊篡奪了其中的大部分，直到他去世。

#### 不列颠

中華聯邦的旗幟

#### 成員國
- 日本合眾國
- 中華合眾國
- 不列顛尼亞合眾國
- 前E.U.成員國
- 齊爾茨斯庫蒙合眾國